# Laval-d'Aix
 Laval-d'Aix  là một xã thuộc tỉnh Drôme trong vùng Auvergne-Rhône-Alpes đông nam nước Pháp. Xã Laval-d'Aix nằm ở khu vực có độ cao trung bình 488 mét trên mực nước biển.